# Peter Serkin
Peter Serkin (Nueva York, 24 de julio de 1947-Red Hook, Nueva York, 1 de febrero de 2020) fue un pianista estadounidense.

## Biografía
Hijo del pianista Rudolf Serkin y nieto del violinista Adolf Busch, su madre Irene Busch Serkin también fue violinista en el Busch Quartet.
En 1958, a los once años ingresó en el Curtis Institute of Music, donde recibió clases de música de sus profesores: el pianista polaco Mieczysław Horszowski, el virtuoso estadounidense Lee Luvisi y su propio padre. Se graduó en 1965. Asimismo estudió con Ernst Oster, el flautista Marcel Moyse y el pianista Karl Ulrich Schnabel.
Dio su primer concierto en 1959 en el Festival de Marlboro, fundado en 1951 por Rudolf Serkin, Hermann y Adolf Busch con Marcel, Blanche y Louis Moyse. Después de este concierto, Peter Serkin fue invitado a tocar con las principales orquestas, entre ellas la Orquesta de Cleveland bajo la dirección de George Szell y la Orquesta de Filadelfia con Eugene Ormandy.
En 1966, a la edad de diecinueve años, Serkin recibe un premio Grammy al Mejor Nuevo Artista clásico. Tres de sus grabaciones han ganado más nominaciones a los Grammy (una de seis conciertos de Mozart y otros para la música de Olivier Messiaen). Serkin fue el primer pianista en recibir el Premio Internacional Musicale Chigiana y fue galardonado con un doctorado honorario del New England Conservatory of Music en 2001.
En 1968, poco después de casarse y convertirse en padre, Peter Serkin decide detener por completo la interpretación de música. En el invierno de 1971, él, su esposa y su hija Karina se instalaron en una pequeña Ciudad de México. Unos ocho meses más tarde, en un domingo por la mañana, Serkin escucha la música de Johann Sebastian Bach en la radio de un vecino. Él la escucha y luego dice: "Se hizo evidente para mí que yo debería tocar". Volvió a los Estados Unidos y comenzó una nueva carrera musical.
Desde entonces, Serkin tocó en todo el mundo con grandes orquestas y directores, como Claudio Abbado, Daniel Barenboim, Herbert Blomstedt, Pierre Boulez, Simon Rattle, James Levine y Christoph Eschenbach. Realizó numerosas grabaciones en el sello RCA Victor con la música de Bach (grabó cuatro veces las Variaciones Goldberg —la primera con 18 años, la cuarta con 47 años—), Mozart, Beethoven, Schubert, Chopin, Brahms y Dvorak, así como muchos compositores modernos: Reger, Berg, Webern, Schoenberg, Messiaen, Takemitsu, Oliver Knussen, Peter Lieberson, Stefan Wolpe y Charles Wuorinen.
Serkin fue un artista comprometido en la música contemporánea. Estrenó numerosas obras de compositores como Tōru Takemitsu, Lieberson, Oliver Knussen, Charles Wuorinen y Elliott Carter. El compositor estadounidense Ned Rorem escribió sobre Serkin:
"Sus actuaciones son únicas, como yo las entiendo, no se deja intimidar por los clásicos, que toca con cuidado y estilo, que está en la sangre de la familia y en los que no tiene miedo a ser agresivo. Se acerca a la música contemporánea con la misma profundidad que a la convencional, y el simple hecho de su interés lo hace único entre las grandes estrellas. "
Entre los principales virtuosos, Peter Serkin era uno de los primeros en experimentar con el fortepiano, y el primero en grabar las últimas sonatas de Beethoven en instrumentos de la época de Beethoven.
Serkin colaboró con Yo-Yo Ma, Lorraine Hunt Lieberson, András Schiff, Alexander Schneider, Pamela Frank, Harold Wright, el Guarneri Quartet, el Cuarteto de Budapest y otros importantes músicos y conjuntos. Además, es miembro fundador del Cuarteto Tashi y ha grabado para varias etiquetas. Enseñó por primera vez en la Juilliard School y después en el Instituto de Música Curtis y posteriormente como profesor en el Conservatorio de Música del Bard College y otras instituciones. Entre sus alumnos se encuentran Orit Wolf, Simone Dinnerstein y Cecile Licad.
Residente en el estado de Massachusetts con su esposa Regina, Serkin tuvo cinco hijos. Murió el 1 de febrero de 2020 en su residencia de Nueva York como consecuencia del cáncer de páncreas que sufría, tenía setenta y dos años.